# Белоскелеватое
Белоскелеватое (укр. Білоскелювате) — село в Краснодонском районе Луганской области. Де факто — с 2014 года населённый пункт контролируется самопровозглашённой Луганской Народной Республикой. Центр Белоскелеватского сельсовета.

## География
Расположено в водосборном бассейне Северского Донца. Соседние населённые пункты: город Молодогвардейск и село Самсоновка на юге, посёлок Новоанновка и сёла Придорожное на юго-западе, Катериновка, Комиссаровка, Видно-Софиевка и Новоанновка на западе, посёлок Новосветловка и сёла Лысое, Валиевка на северо-западе, Огульчанск на севере, Водоток, Ивановка и Давыдо-Никольское на северо-востоке, Габун и Радостное на востоке, Липовое и Дружное на юго-востоке.